# Bremm

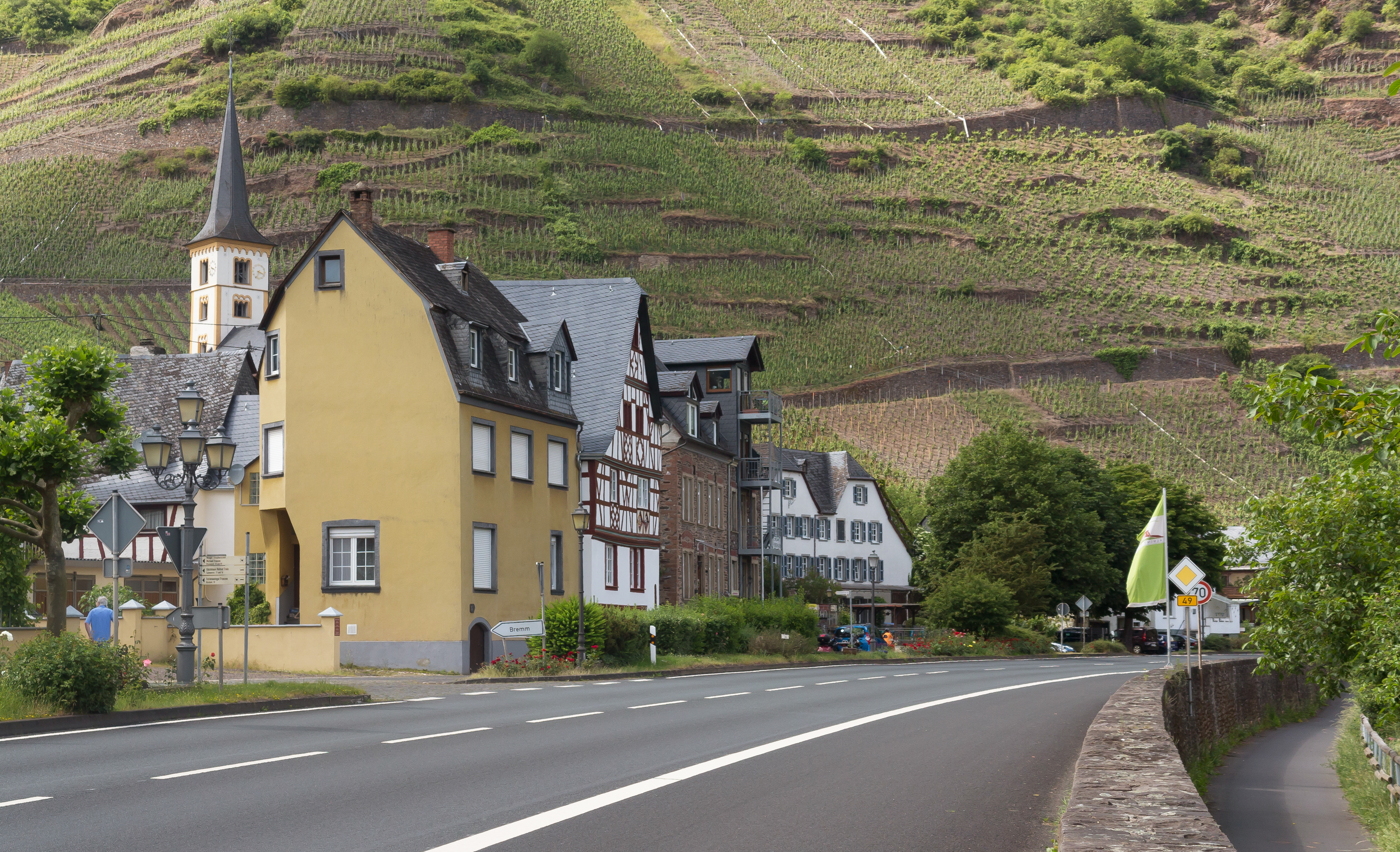
Bremm, dorpszicht vanaf de straat

Bremm is een plaats in de Duitse deelstaat Rijnland-Palts, en maakt deel uit van de Landkreis Cochem-Zell. Bremm ligt op de linkeroever van de Moezel en telt 731 inwoners.

## Bestuur
De plaats is een Ortsgemeinde en maakt deel uit van de Verbandsgemeinde Cochem-Land.

## Wijnbouw
De Calmont-hellingen in de bocht van de Moezel zijn de steilste wijnhellingen van Europa met een hellingspercentage tussen 65 en 76%.